# Alicia de Rivera
Alice de Rivera (Estados Unidos, 1955) es una médica  estadounidense y activista por los derechos de las mujeres. Es conocida por sus iniciativas hacia la integración de género en la Escuela Secundaria Stuyvesant, lo que estableció un "precedente cultural" para la flexibilización de las restricciones de género en varias otras instituciones.

## Infancia
De Rivera es hija de Margaret, terapeuta educativa, y Joseph, profesor de psicología. Su bisabuela Eugenie de Rivera formó parte del movimiento sufragista.Sobresalió en la escuela, saltándose el tercer año, y a los 13 años, obtuvo una de las mejores puntuaciones en matemáticas en la ciudad de Nueva York. Sin embargo, el instituto público de educación secundaria en el que estudiaba no ofrecía muchas oportunidades para estudiantes avanzados. La Escuela Secundaria Stuyvesant, un instituto especializado, ofrecía más oportunidades, pero en ese momento solo admitía a niños; las niñas no podían aplicar.

## Demanda judicial
De Rivera y una compañera de escuela contactaron a Ramona Ripston, del Comité Nacional de Emergencia de Libertades Civiles, para explorar la posibilidad de tomar medidas contra la Escuela Secundaria Stuyvesant. Con su apoyo, solicitaron la matrícula para Stuyvesant y fue negada, por lo que presentó una demanda contra el Consejo de Educación el 20 de enero de 1969, alegando que la rechazaron por ser mujer. Su abogada, Eleanor Jackson Piel, comparó su caso con el Movimiento por los Derechos Civiles.
El juicio atrajo una atención mediática considerable y fue conocida como "una cruzada en minifalda", ya que la prensa se centró en la apariencia y vestimenta de De Rivera. Cerca del final del juicio, el Consejo de Educación decidió eliminar la restricción de género. De Rivera finalmente no asistió a Stuyvesant porque su familia se mudó de la ciudad poco después del juicio. No obstante, trece niñas se inscribieron en la escuela en otoño de 1969 bajo un sistema de cuotas. A pesar de la discriminación que enfrentaron estas primeras estudiantes, incluyendo abusos verbales y acoso sexual, más de 200 niñas se inscribieron al año siguiente tras la eliminación de las cuotas. La decisión también desencadenó la eliminación de restricciones de género en otras instituciones de la ciudad, incluidas escuelas secundarias, centros preparatorios y universidades.

## Vida adulta
De Rivera obtuvo un General Educational Development Test en lugar de un diploma convencional de escuela secundaria. Se graduó en medicina en la escuela de medicina en la Universidad de Massachusetts. En 2013, recibió un diploma honorario de Stuyvesant.